# Saint-Marc-Jaumegarde
Saint-Marc-Jaumegarde est une commune française située dans la banlieue est d'Aix-en-Provence, dans le département des Bouches-du-Rhône, en région Provence-Alpes-Côte d'Azur. Ses habitants sont appelés les Saint-Marcais.
Les formes anciennes du nom de la commune sont Sanctus Marcus, en 1004, ou Marchus, en 1168.
La commune compte 1247 habitants en 2021.

## Géographie

### Localisation
Les communes limitrophes sont Aix-en-Provence, Beaurecueil, Meyrargues, Le Tholonet, Vauvenargues et Venelles.
Saint-Marc-Jaumegarde, commune de 2 256 hectares, se situe au nord du massif de la Sainte-Victoire à 6 kilomètres à l'est d'Aix-en-Provence et 6 km à l'ouest de Vauvenargues. La commune la plus proche est le Tholonet, à 3 kilomètres. Son axe principal est la route départementale 10, ancienne route d'Italie.
Saint-Marc-Jaumegarde est une commune dont la population se répartit sur plusieurs hameaux et quartiers résidentiels dans une vallée orientée est-ouest : 
(nota : les quartiers cités ci-dessous se succèdent d'est en ouest, sauf précision)
- Hameau et quartier des Bonfillons (nom venu de la famille Bonfillon, à l'est de la commune, de part et d'autre de la RD 10),

Au nord de la RD 10 :
- Quartier des Vérans (nom venu de la famille Véran),
- Quartier de l'Adrech,
- Quartier de la Garenne (ancienne garenne du château, au pied de laquelle fut construit le jardin, au XVIIIe),
- Quartier des Favoris (au nord-ouest de la Garenne),
- Quartier des Savoyards (nom venu des bucherons/ charbonniers saisonniers savoyards qui exploitaient le massif),
- Quartier du Plan de L'orgue (orthographié Lorges en 1756, peut être venu de l'orge),
- Quartier du Plan-de-Cachène (au sud du plan de L'orgue),
- Quartier de Collongue (seigneurie autonome sous l'ancien régime),
- Quartier du Prignon (autre seigneurie autonome sous l'ancien régime, en limite d'Aix).

Au sud de la RD 10 :
- Quartier de Ginestelle (anciennement du valat de Ginestelle),
- Quartier de l'actuel barrage de Bimont (lieux-dits du Baus Roux et des claux de Janet et de la rivière, ces derniers principalement immergés sous l'actuel plan d'eau),
- Quartier des plaines du château (qui comprend la mairie - ancien presbytère -, l'église, le cimetière, l'école, le moulin, le four et le château de Saint-Marc)[3],
- Quartier de Bour (nom venu de la famille Bour, qui habitait la bastide du même nom au XVe siècle),
- Quartier des Provences,
- Quartier du Grand-Prignon (partie sud de la seigneurie du Prignon en 1756),
- Quartier des Trois-Bons-Dieux.

Une des grandes richesses de la commune réside dans ses forêts, qui représentent deux tiers de la superficie totale et qui sont constituées pour l'essentiel de massifs de chênes verts (forêt de la Queirié), de pinèdes et de garrigue.
- Massif forestier des Grands Valons (sic, au nord-est de la commune),
- Massif forestier des Roussillet (au nord-ouest de la commune, seigneurie autonome sous l'ancien régime),
- Massif forestier de la Queirié ou Keyrié (de loin le plus vaste, de l'ouest au centre de la commune ; bordé au sud par le chemin de France, chemin d'exploitation, et au nord comme à l'est par la grande caraire ou la caraire deis arlaten, ancienne voie de transhumance venu de la crau).

Tous ces quartiers et massifs étaient déjà connus sous leur nom actuel au milieu du XVIIIe siècle (carte de 1756, archives Meyronnet-Saint-Marc).
On dénombre à Saint-Marc-Jaumegarde pas moins de 31 voies communales et 23 chemins ruraux (ou présentés comme tels, mais en réalité d'exploitation, comme le chemin de France).

### Climat
Pour des articles plus généraux, voir Climat de Provence-Alpes-Côte d'Azur et Climat des Bouches-du-Rhône.
En 2010, le climat de la commune est de type climat méditerranéen franc, selon une étude du Centre national de la recherche scientifique s'appuyant sur une série de données couvrant la période 1971-2000. En 2020, Météo-France publie une typologie des climats de la France métropolitaine dans laquelle la commune est exposée à un climat méditerranéen et est dans la région climatique  Provence, Languedoc-Roussillon, caractérisée par une pluviométrie faible en été, un très bon ensoleillement (2 600 h/an), un été chaud (21,5 °C), un air très sec en été, sec en toutes saisons, des vents forts (fréquence de 40 à 50 % de vents > 5 m/s) et peu de brouillards.
Pour la période 1971-2000, la température annuelle moyenne est de 13 °C, avec une amplitude thermique annuelle de 16,3 °C. Le cumul annuel moyen de précipitations est de 669 mm, avec 5,9 jours de précipitations en janvier et 2,2 jours en juillet. Pour la période 1991-2020, la température moyenne annuelle observée sur la station météorologique de Météo-France la plus proche, « Vauvenargues », sur la commune de Vauvenargues à 6 km à vol d'oiseau, est de 12,6 °C et le cumul annuel moyen de précipitations est de 738,1 mm. 
La température maximale relevée sur cette station est de 41 °C, atteinte le 28 juin 2019 ; la température minimale est de −12,3 °C, atteinte le 11 février 2012,,.
Les paramètres climatiques de la commune ont été estimés pour le milieu du siècle (2041-2070) selon différents scénarios d'émission de gaz à effet de serre à partir des nouvelles projections climatiques de référence DRIAS-2020. Ils sont consultables sur un site dédié publié par Météo-France en novembre 2022.

### Hydrographie

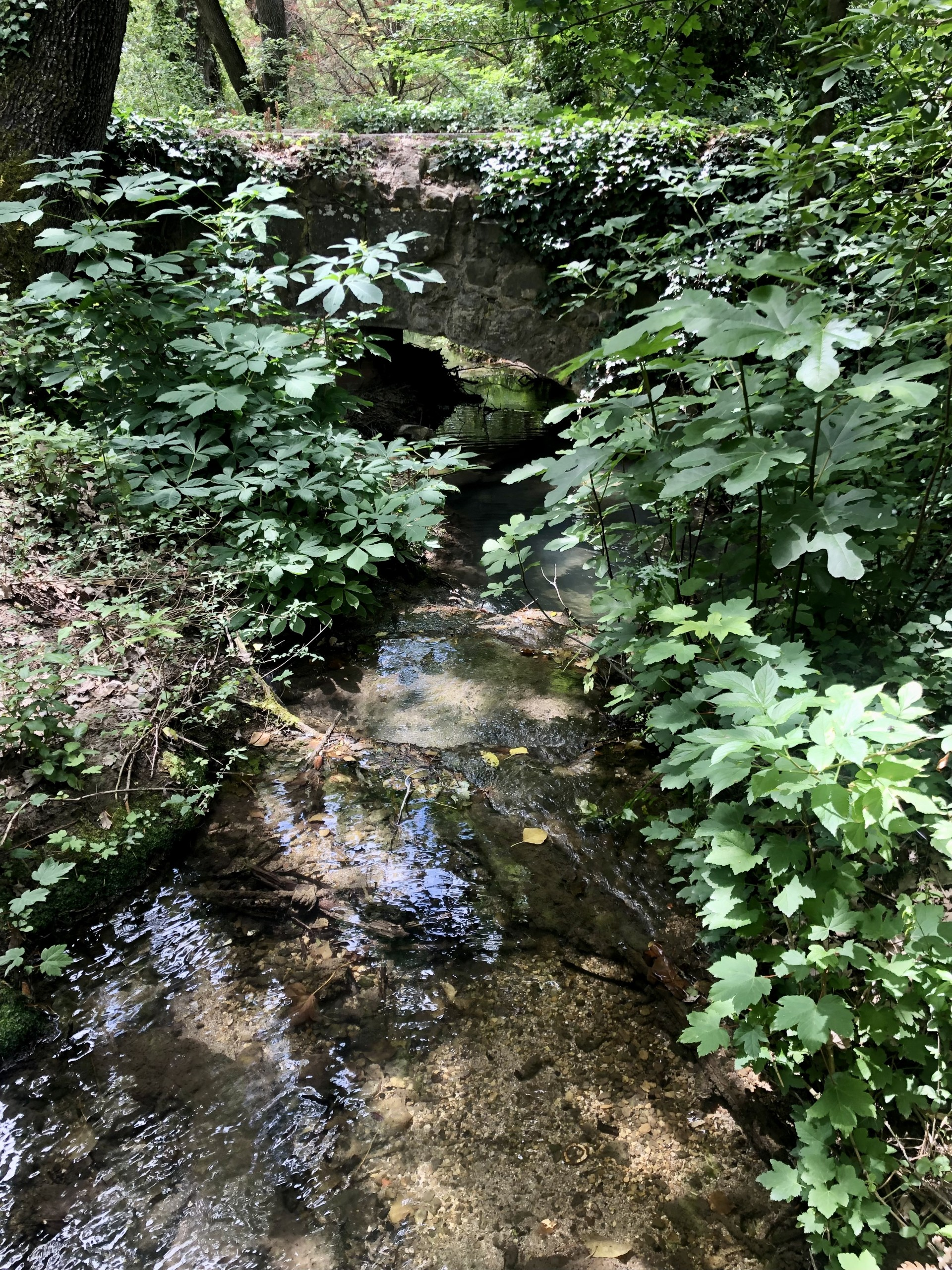
Le prignon.

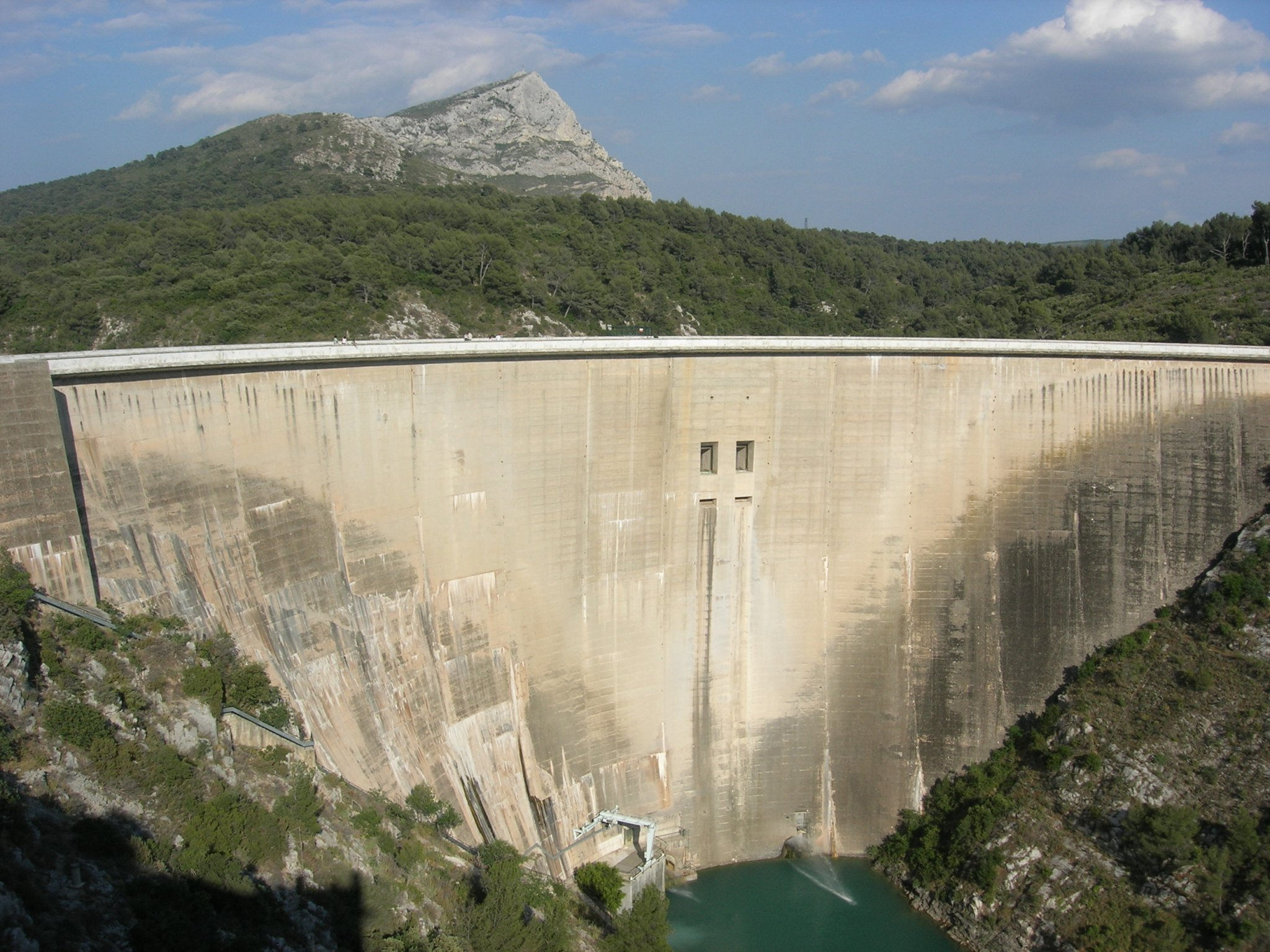
Barrage de Bimont.

Les lacs artificiels de Bimont et de Zola s'étendent au sud de la commune. Lors du projet de construction du barrage Zola, le conseil municipal du 12 novembre 1843, présidé par le maire Denis Berthe, s'oppose à la construction, à l'exception du maire qui en voit l'utilité à terme pour la commune. Il sert actuellement de réservoir tampon au barrage de Bimont.
La construction du barrage de Bimont, décidée en 1935, n'est réalisée qu'après la Seconde Guerre mondiale, en 1952 grâce au Plan Marshall, il participe à l'alimentation en eau de Saint-Marc, Vauvenargues, d'Aix-en-Provence, de la vallée de l'Arc et de Marseille. De là part également un réseau pour les usages agricoles. Le site du barrage de Bimont, ainsi que celui de la majeure partie de son plan d'eau, ont été cédés par les Meyronnet-Saint-Marc en 1947 (archives de cette famille).
Le seul cours d'eau de Saint-Marc, le Prignon, prend sa source sur la commune au quartier de Collongue (fontaine Saint-Antoine) et devient un affluent de la Cause à l'est d'Aix-en-Provence au quartier du lavoir de grand-mère.

## Urbanisme

### Typologie
Au 1er janvier 2024, Saint-Marc-Jaumegarde est catégorisée commune rurale à habitat dispersé, selon la nouvelle grille communale de densité à 7 niveaux définie par l'Insee en 2022.
Elle appartient à l'unité urbaine de Marseille-Aix-en-Provence, une agglomération inter-départementale dont elle est une commune de la banlieue,. Par ailleurs la commune fait partie de l'aire d'attraction de Marseille - Aix-en-Provence, dont elle est une commune de la couronne,. Cette aire, qui regroupe 115 communes, est catégorisée dans les aires de 700 000 habitants ou plus (hors Paris),.

### Occupation des sols
L'occupation des sols de la commune, telle qu'elle ressort de la base de données européenne d’occupation biophysique des sols Corine Land Cover (CLC), est marquée par l'importance des forêts et milieux semi-naturels (86,4 % en 2018), en diminution par rapport à 1990 (89,2 %). La répartition détaillée en 2018 est la suivante : 
forêts (76,5 %), milieux à végétation arbustive et/ou herbacée (9,8 %), zones urbanisées (6 %), terres arables (4,1 %), eaux continentales (2,4 %), zones agricoles hétérogènes (1,2 %). L'évolution de l’occupation des sols de la commune et de ses infrastructures peut être observée sur les différentes représentations cartographiques du territoire : la carte de Cassini (XVIIIe siècle), la carte d'état-major (1820-1866) et les cartes ou photos aériennes de l'IGN pour la période actuelle (1950 à aujourd'hui).

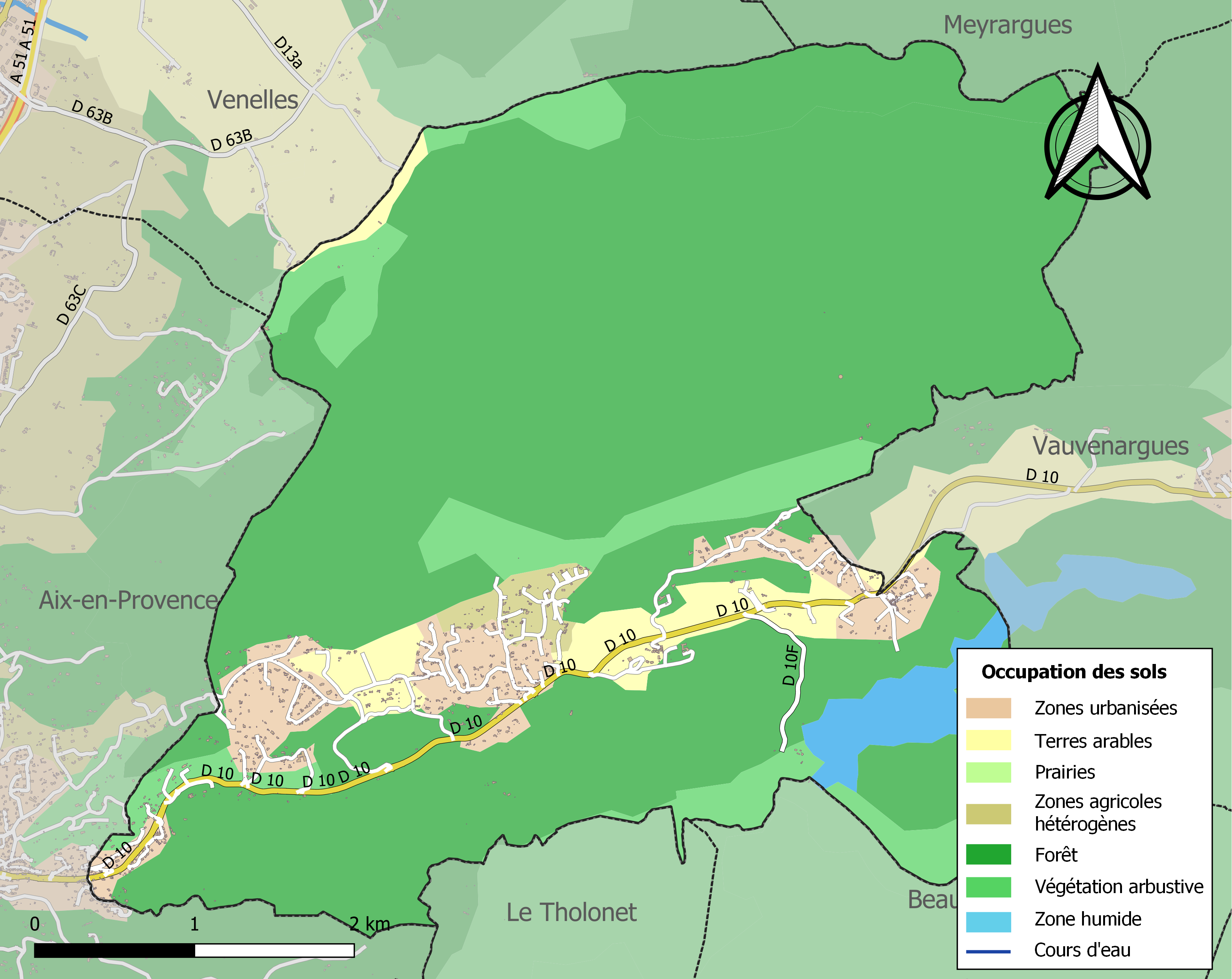
Carte des infrastructures et de l'occupation des sols de la commune en 2018 (CLC).

## Histoire

### Préhistoire et Antiquité
Des découvertes archéologiques menées au début du XXe siècle ont révélé que la vallée du Prignon et le quartier des Bonfillons, était habitée durant l'âge du fer. Des bracelets en bronze datés de cette période sont conservés au musée Granet, à Aix-en-Provence.
Un dolmen et un habitat daté du chalcolithique ancien (difficilement localisable aujourd'hui probablement détruit par les constructions moderne), fouillé en 1911 par M. Octobon, puis par M. Saurin en 1930.
Ce dernier indique la découverte de 20 crânes en plus d’ossement humains divers, des tessons de poterie ainsi que des outils et éclats d‘industrie lithiques, en grande majorité de silex lacustre.
Des flèches tranchantes, des molettes et outils aménagés sur lamelles attribués a des cultivateurs, sont des éléments qui marquent ce gisement d'une tradition chasséenne certaine.
Cette découverte témoigne des pratiques funéraires des habitants du nord de Sainte-Victoire au Néolithique.
À l'époque romaine, une villa a existé à proximité de la rivière (Infernet), dans l'actuel quartier des Bonfillons, où des restes de dolia, tegula et conduits d'irrigation ont été trouvés.
On note également la présence d'un puits de la même époque, disparu aujourd'hui, a proximité de la Tour de la Keyrié.[réf. nécessaire]

### Moyen Âge et Renaissance
Le lieu a été consacré à Saint-Marc dès le Xe siècle. En 1004, Pons d'Avignon donne à l'abbaye Saint-Victor de Marseille un mas sis "in villa Sti Marci prope vallem Veranicam".
En 1168, Pontius de Sancto Marcho contresigne comme témoin une donation faite à l'abbaye de Silvacane.
Le fief de Saint-Marc est très ancien : il a été inféodé par Raymond Béranger V, comte de Provence, à Isnard d’Esparon et à son frère Bernard, en 1239, alors que le château était en ruine. C'était une seigneurie dépendant directement du comte de Provence, puis du roi. En 1257 la chapelle de Saint-Marc (qui subsiste dans les chapelles est et ouest de l'actuelle église), existait déjà. Une famille de Mouron aurait détenu la seigneurie de Saint-Marc avant ou après les d'Esparon. Louis Garde rend hommage pour le fief de Saint-Marc au comte Louis II en 1399, et son petit-fils Jacques (Jaume en provençal) Garde, seigneur de Saint-Marc dès 1472, extrêmement attaché à sa terre, lui laisse son nom. À la génération suivante, Gaspard Garde, président au parlement d'Aix en 1559, épouse la fille du comte de Carcès, et sa sœur Delphine ou Dauphine Garde, mariée vers 1510 à Bertrand de Puget (+ 1517), apporte Saint-Marc en dot à cette (famille de la région de Brignoles / Saint-Maximin), qui a également donné les marquis de Barbentane. Leur petit-fils, Antoine de Puget (1542 + 1…), seigneur de Saint-Marc, officier, auteur de Mémoires relatifs à l'histoire de France, rénove le château à partir de 1576, faisant ouvrir sur sa façade ouest de hautes fenêtres à meneaux et un portail en pierre de Bibemus, encadré de colonnes doriques, pour pénétrer dans la cour.
Le château est brûlé par les Aixois, et son décor Renaissance saccagé, à la suite d'un arrêt du 27 décembre 1592 du Parlement d'Aix (favorable à la Ligue) prescrivant la destruction des châteaux de Cabriès, Meyreuil et Saint-Marc (car leurs seigneurs étaient ralliés à Henri IV, dont les troupes, commandées par le duc d’Epernon, menaçaient Aix).
Cette exaction illustre la violence de la guerre civile qui ravageait alors la France : le chef des Ligueurs provençaux ayant été un proche parent d'Antoine de Puget, Hubert de Garde de Vins, fils de Gaspard, après avoir été son oncle Jean V de Pontevès, comte de Carcès, grand sénéchal de Provence.

### Époques moderne et contemporaine
La seigneurie de Saint-Marc est érigée en baronnie au début du XVIIe siècle, par Henri IV, puis vendue par la famille de Puget en 1723, pour 200 000 Livres, à Jules-François de Meyronnet (1687 + 1759, Aix), seigneur de Collongue et du Prignon, conseiller au Parlement de Provence (1709), fils d'Alphonse de Meyronnet (1636 + 1710, Aix), procureur général à la cour des comptes, aides et finances de Provence (1656), conseiller d’État et des finances (1660). Cette branche des Meyronnet était cousine des marquis de Meyronnet-Châteauneuf, bâtisseurs du château de La Pioline.
Le fils aîné de Jules-François de Meyronnet, Philippe de Meyronnet (1716 + 1790, Aix), baron de Saint-Marc, conseiller au Parlement de Provence (1735), fait créer le "grand jardin" de Saint-Marc, orné d'une fontaine monumentale et d'un bassin. Il projetait d'y construire sur la hauteur un château moderne qui ne vit pas le jour, Philippe de Saint-Marc ayant dépensé d'importantes sommes d'argent pour ses quatre fils cadets, officiers de marine engagés dans la guerre d'indépendance américaine.
Philippe de Meyronnet accueillera Lucien et Joseph Bonaparte en 1784-1785. Son fils aîné, Jules François Bruno de Meyronnet (1741, Aix + 1797, Gênes), baron de Saint Marc, conseiller au Parlement de Provence (1765-1789), lui succède mais émigre bientôt à Coblence, auprès des Princes. Il meurt à Gênes (à l'hôpital des pauvres), où le comte d'Artois l'avait envoyé en mission. Le domaine de Saint-Marc, vendu par l'État comme bien national, est racheté sous le Consulat par sa veuve, née Cécile Le Blanc de Ventabren, pour leur fils aîné, Philippe Louis de Meyronnet (1790 + 1866), baron de Saint-Marc, et bientôt de l'Empire (1812).
Vers la même époque, en 1810, c'est à Saint-Marc que naît Napoléon Charles Tristan de Montholon Sémonville, fils du général Charles Tristan de Montholon Sémonville (1782-1853), qui accompagna  Napoléon dans son dernier exil.
Dès le XVIIIe siècle, la communauté des habitants de Saint-Marc avait pour coutume de se nommer communauté de Saint-Marc-Jaumegarde (cf. cahier de doléance de cette communauté en 1789), en souvenir de son lointain bienfaiteur du XVe siècle, Jaume Garde, seigneur de Saint-Marc. Le 18 octobre 1918, une délibération du conseil municipal présidée par le maire Marius Silvestre, adjoint à la commune de Saint-Marc le nom « Jaumegarde », sur la recommandation du sous-préfet d'Aix-en-Provence, puis le nom « Saint-Marc-Jaumegarde » est officialisé par décret le 18 novembre 1919.
En 1925 Georges-Alexandre Sarrejani dit Sarret, avocat d'affaires, devenu escroc et assassin a été propriétaire de la villa l’Ermitage, qui existe toujours, peut-être orthographiée Hermitage, abat au fusil de chasse un de ses complice et sa maîtresse, dans la villa. À la suite du double meurtre, Sarret fait disparaitre les corps à l’aide de vitriol qu’il verse dans une baignoire. Après trois jours de dissolution il jette le résidu au bout du jardin de la villa. Condamné a mort le 10 avril 1934, Il est le dernier guillotiné à Aix-en-Provence
Antoine de Saint-Exupéry, enfant et jeune homme, a séjourné à plusieurs reprises chez ses oncles Meyronnet-Saint-Marc (archives de cette famille). Winston Churchill est également venu en visite à Saint-Marc à l'occasion de son séjour à Aix en 1948.
Le 28 aout 1989 au environ de 12h face a l’actuel cimetière a démarré un incendie de forêt, qui attisé par un violent mistral s’est rapidement propagé dans la pinède des plaines du château, a sauté le vallon du barrage de bimont et a embrasé la montagne sainte victoire.
Il aura duré plusieurs jours et ravagé plus de 5000 hectares,.

## Politique et administration

### Listes des maires

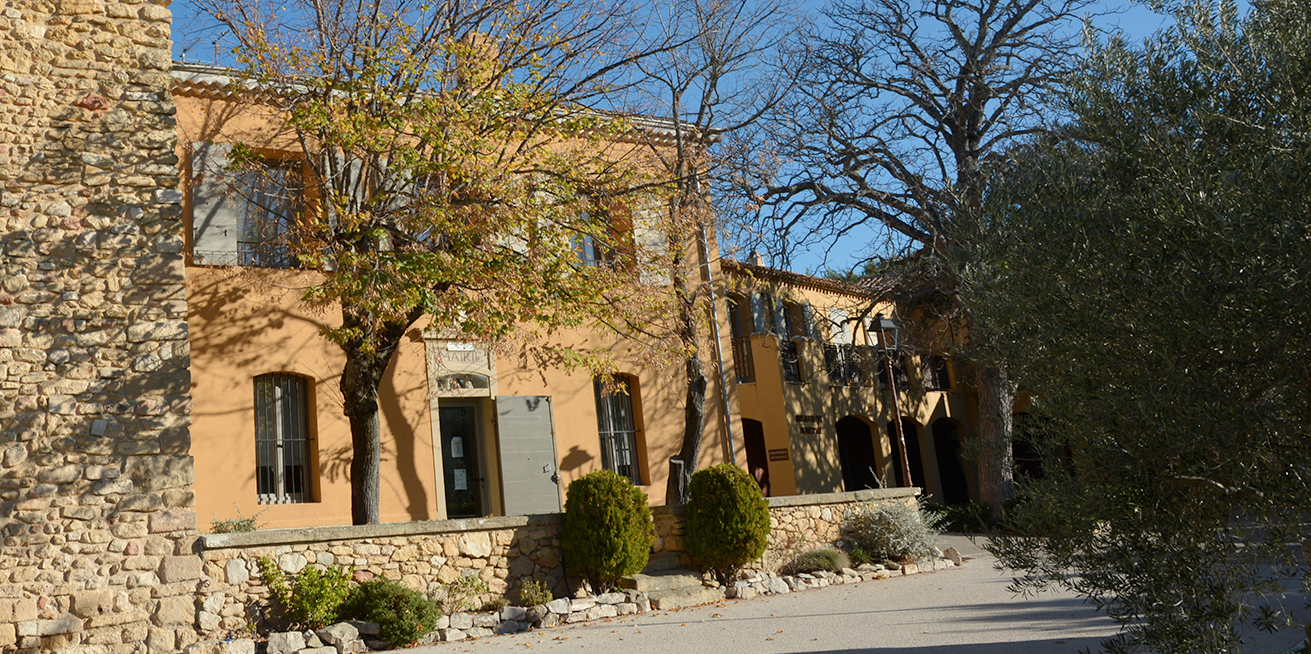
Parvis de la mairie

De 1789 à 1799, les agents municipaux (maires) sont élus au suffrage direct pour 2 ans et rééligibles, par les citoyens actifs de la commune, contribuables payant une contribution au moins égale à 3 journées de travail dans la commune. Sont éligibles ceux qui paient un impôt au moins équivalent à dix journées de travail.
De 1799 à 1848, La constitution du 22 frimaire an VIII (13 décembre 1799) revient sur l’élection du maire, les maires sont nommés par le préfet pour les communes de moins de 5 000 habitants. La Restauration instaure la nomination des maires et des conseillers municipaux. Après 1831, les maires sont nommés (par le roi pour les communes de plus de 3 000 habitants, par le préfet pour les plus petites), mais les conseillers municipaux sont élus pour six ans.
Du 3 juillet 1848 à 1851, les maires sont élus par le conseil municipal pour les communes de moins de 6 000 habitants.
De 1851 à 1871, les maires sont nommés par le préfet, pour les communes de moins de 3 000 habitants et pour 5 ans à partir de 1855.
Depuis 1871, les maires sont élus par le conseil municipal à la suite de son élection au suffrage universel.
| Période                                  | Période | Identité                          | Étiquette | Qualité |
| ---------------------------------------- | ------- | --------------------------------- | --------- | ------- |
| ...                                      | ...     | Charles Louis Joseph de Meyronnet |           |         |
| ...                                      | 1828    | Roman                             |           |         |
| 1828                                     | 1832    | H. Ripert                         |           |         |
| 1833                                     | 1835    | Gautier                           |           |         |
| 1835                                     | 1847    | Denis Berthe                      |           |         |
| 1847                                     | ...     | Jean Vincent Gautier              |           |         |
| ...                                      | 1866    | Philippe de Meyronnet             |           |         |
| 1876                                     | 1884    | Auguste Bonfillon                 |           |         |
| 1939                                     | 1945    | Bruno Durand                      |           |         |
| 1953                                     | 1959    | Ernest Truphème                   |           |         |
| 1959                                     | 1990    | Marcellin Truphème                |           |         |
| 1990                                     | 1995    | Donato Navarro                    |           |         |
| 2025                                     | 2026    | Agnès Peyronnet                   |           |         |
| Les données manquantes sont à compléter. |         |                                   |           |         |

### Intercommunalité
Appartenant avec 33 autres communes au territoire du Pays d'Aix au sein de la métropole Aix-Marseille-Provence, Saint-Marc fait également partie du réseau Natura 2000 et du Grand Site Sainte-Victoire depuis août 2000.

## Population et société
Au milieu du XVIIIe siècle la baronnie de Saint-Marc comprenait, outre le château et les bastides qui en dépendaient (Bour, Collongue et le Prignon), les exploitations des familles Rey, de Porre, Clemens, Rimbaud, Choquet, Crespin, Dheirier, Olivier, Daumas, Silvestre, Pelautie, Signouret, Granet, Gautier, Bense, Roman, Sias, Bonfillon (trois bastides, outre le hameau et son cabaret), Default, Autran (trois bastides), Rouman, Breaune, Véran (deux bastides), Reynaud, Michel et Guide (carte de 1756, archives Meyronnet-Saint-Marc).
Au début de l'année 1789, le cahier de doléances de la communauté de Saint-Marc débute ainsi : "Le terrain de Saint-Marc-Jaumegarde, naturellement très sec, présente un sol aride et des plus ingrats du pays de Provence ; la nature n’a rien fait pour les hommes dans cette partie de roc ; il faut que l’homme y fasse tout ; ce n’est que par un travail opiniâtre et continuel qu’on peut arracher quelque production à la terre ; le moindre accident réduit les habitants à la plus affreuse misère, les trois quarts manquent de pain une grande partie de l’année ». La suite du cahier, signé des sieurs Bonfillon (au nombre de trois), Jobert, Autrie et Autriat (Autran ?) inclut des revendications concrètes de la communauté portant sur le ramassage du bois mort, le pâturage des bêtes, la destruction de récoltes imputable au gibier et l'obtention d'une exemption sur les droits d'entrée des denrées à Aix.
Jusqu'au milieu des années 1960, la population de Saint-Marc-Jaumegarde était essentiellement rurale, peuplant une dizaine de propriétés, outre le hameau des Bonfillons. Elle a progressivement évolué, accueillant au fil des années de nouveaux arrivants de culture citadine, attirés par la campagne aux portes d'Aix. De fait, la grande majorité des habitants de Saint-Marc-Jaumegarde habite aujourd'hui les quartiers résidentiels de la commune, valorisés par les forêts privées et communale qui les bordent.
Les terres et bois appartenant aux Meyronnet-Saint-Marc ont représenté environ les 3/5e du territoire de Saint-Marc-Jaumegarde, proportion qui s'est maintenue jusqu'aux années 1920 (vente des domaines de Collongue et du Prignon, ainsi que de bois). Cette propriété privée (domaine de Saint-Marc) subsiste, aujourd'hui réduite au tiers environ du territoire communal, et constitue toujours le principal espace naturel et agricole de Saint-Marc Jaumegarde. Héritier de ses oncles Meyronnet-Saint-Marc, le comte Dubern (1917 + 2012) a fait classer le site du château de Saint-Marc-Jaumegarde, le 18 février 1969, puis œuvré au classement de la zone des barrage de Bimont et barrage Zola, obtenu le 18 octobre 1973, prélude au classement de l'ensemble du massif de la montagne Sainte-Victoire en 1983. (archives Meyronnet-Saint-Marc). Le domaine de Saint-Marc, certifié "Bio" depuis 2011, caractérise la commune, contribuant à ce que celle-ci demeure la moins urbanisée des voisines directes d'Aix. Il n'est pas ouvert au public, spécifiquement en période de chasse, à l'exception de deux sentiers qui le traversent, celui surplombant le Zola et l'Infernet, et le sentier Imoucha, permettant la montée à Sainte-Victoire, sentiers balisés pour la promenade avec l'accord du propriétaire.

### Démographie
L'évolution du nombre d'habitants est connue à travers les recensements de la population effectués dans la commune depuis 1793. Pour les communes de moins de 10 000 habitants, une enquête de recensement portant sur toute la population est réalisée tous les cinq ans, les populations de référence des années intermédiaires étant quant à elles estimées par interpolation ou extrapolation. Pour la commune, le premier recensement exhaustif entrant dans le cadre du nouveau dispositif a été réalisé en 2005.

En 2022, la commune comptait 1 270 habitants, en évolution de +3,59 % par rapport à 2016 (Bouches-du-Rhône : +2,48 %, France hors Mayotte : +2,11 %).
| 1793 | 1800 | 1806 | 1821 | 1831 | 1836 | 1841 | 1846 | 1851 |
| ---- | ---- | ---- | ---- | ---- | ---- | ---- | ---- | ---- |
| 221  | 280  | 291  | 280  | 268  | 258  | 241  | 231  | 253  |

| 1856 | 1861 | 1866 | 1872 | 1876 | 1881 | 1886 | 1891 | 1896 |
| ---- | ---- | ---- | ---- | ---- | ---- | ---- | ---- | ---- |
| 242  | 185  | 163  | 181  | 159  | 166  | 112  | 126  | 108  |

| 1901 | 1906 | 1911 | 1921 | 1926 | 1931 | 1936 | 1946 | 1954 |
| ---- | ---- | ---- | ---- | ---- | ---- | ---- | ---- | ---- |
| 100  | 79   | 65   | 90   | 115  | 101  | 108  | 152  | 182  |

| 1962 | 1968 | 1975 | 1982 | 1990 | 1999  | 2005  | 2006  | 2010  |
| ---- | ---- | ---- | ---- | ---- | ----- | ----- | ----- | ----- |
| 207  | 356  | 539  | 517  | 884  | 1 078 | 1 093 | 1 086 | 1 123 |

| 2015  | 2020  | 2022  | - | - | - | - | - | - |
| ----- | ----- | ----- | - | - | - | - | - | - |
| 1 228 | 1 229 | 1 270 | - | - | - | - | - | - |

### Distinctions culturelles
Saint-Marc-Jaumegarde fait partie des communes ayant reçu l’étoile verte espérantiste, distinction remise aux maires de communes recensant des locuteurs de la langue construite espéranto.

### Manifestations culturelles et festivités
Des manifestations culturelles sont ponctuellement organisées ou soutenues par la municipalité.

### Personnalités liées à la commune
- Jaume Garde (Jacques Garde en provençal), seigneur de Saint-Marc dans les années 1440-1480, si attaché à sa terre que la postérité donna bientôt son nom à Saint-Marc-Jaumegarde, qui l'a conservé. Contraint par le roi René, comte de Provence, de lui céder Saint-Marc en 1472 (dans le cadre d'un échange contre la seigneurie de Collongue) pour récompenser un proche, Jaume Garde parvint finalement à récupérer son bien vers 1477.
- Antoine de Puget (1530 + 1625), seigneur (dès 1576) puis 1er baron de Saint-Marc (Lettres Patentes de 1609), gouverneur de Saint-Maximin et de Forcalquier, colonel d’un régiment d’infanterie, commandant de l’artillerie de Provence, puis maréchal de camp. Fidèle au roi Henri IV face à la Ligue. Auteur d'une Histoire de Provence des années 1560-1590.
- Jean Henri de Puget, 3e baron de Saint-Marc, colonel d'infanterie, puis brigadier des armées du roi, premier consul d'Aix et procureur du pays en 1650, sert sous le duc de Beaufort, lors du siège de Candie en 1669. Durant la Fronde ce baron de Saint-Marc est en Provence le chef du parti des princes ou "Sabreurs" (appelé ainsi parce que Saint-Marc portait ordinairement le sabre au lieu d’une épée et, en parlant de ses ennemis, disait : « Je les sabrerai et les mettrai à la raison »), opposé à celui de la cour ou des "Canivets" (gens de robe ayant besoin de canifs pour tailler leurs plumes).
- Joseph de Meyronnet-Saint-Marc (1720 + 1773), brigadier des armées navales et sénéchal d'Hyères, esclave à Tunis en 1742, après le désastre de l'expédition de Tabarca.
- Augustin de Meyronnet-Saint-Marc (1746 + 1813), lieutenant de vaisseau (1778) pendant la guerre d'indépendance américaine (dans l'escadre de l’amiral d’Estaing), capitaine de vaisseau en 1786, chevalier de Saint Louis et de Cincinnatus (1784). A l’automne de 1790 il finance le voyage de retour en France depuis la Martinique de Joséphine de Beauharnais et de sa fille Hortense, puis émigre à Nice en juin 1791 à la tête d’un groupe d’officiers monarchistes.
- Balthazard (1750 + 1817, Venise), lieutenant de vaisseau et chevalier de Saint Louis, il quitte le service actif ayant le mal de mer, capitaine de vaisseau honoraire, commandant l’école des cadets à Naples, consul à Lisbonne, gouverneur de Monaco (par lettres du 29 mars 1791), puis précepteur désigné du Dauphin (1792), émigré à Venise (vers 1793).
- Denis Berthe, maire de 1835 à 1847.
- Philippe Louis de Meyronnet, baron de Saint-Marc, maire jusqu'en 1866.
- Jacques de Fonscolombe de Meyronnet Saint-Marc (1874 + 1951), champion de polo et officier de cavalerie, puis d'aviation pendant la guerre de 1914-1918, président du Cercle nautique de Cannes et du Polo Club de Mandelieu. Il formait avec sa femme, Ellen Nixon Waln (1879 + 1964), épousée à Philadelphie en 1903, l'un des couples phares de la vie sportive et mondaine des années 1900-1930.
- Bruno Durand (1890 + 1975), homme de lettres, conservateur de la bibliothèque Méjanes à Aix. Bruno Durand a prononcé une conférence sur "Saint-Marc-Jaumegarde à travers les âges", dont le texte a été publié (61 pages).

### Héraldique
| Blason de Saint-Marc-Jaumegarde | Blason  | D'azur au lion ailé contourné d'or accroupi sur une terrasse d'argent.  |
| Blason de Saint-Marc-Jaumegarde | Détails | Armes parlantes (lion de saint Marc).                                   |
| Blason de Saint-Marc-Jaumegarde | Alias   | D'azur au lion ailé contourné d'or passant sur une terrasse de sinople. |

## Économie
L'économie est principalement rattachée à Aix-en-Provence. Le canal de Provence avec le barrage de Bimont est l'un des plus gros contributeur, une maison de retraite dans le quartier de Collongue, de restaurants, et quelques exploitations agricoles et forestières.
Jusqu'au grand gel de 1956, l'économie de la commune était principalement fondée sur la culture des amandiers, du blé, des oliviers et de la vigne, sur l'exploitation de la résine par des gemmeurs (à la suite de l'introduction du pin par le baron de Saint-Marc à la fin des années 1860), du bois et charbon de bois de chêne, également la chasse.
Le domaine de Saint-Marc (environ 35 hectares de terres agricoles et plus de 700 de bois) est exploité depuis 2008 par l'EARL Boislandry et certifié « Bio » depuis 2011.

## Culture et patrimoine

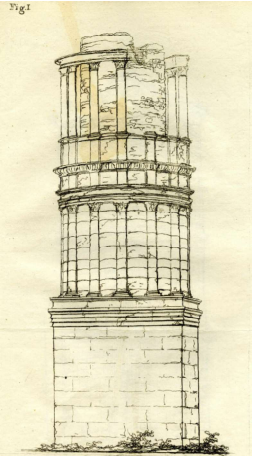
Mausolée Julia d'où est issue la colonne

- Église de Saint-Marc-Jaumegarde de style roman et XVIIe siècle, construit sur les ruines d'un temple probablement d'époque romaine, (mur ouest encore visible) .
- Ruines d'un moulin ou d'un réservoir d'eau daté du moyen âge (archives Meyronnet), stabilisé en 2015 pour une mise en sécurité.
- Château de Saint-Marc (XIIe-XVIIe).
- Tour de Keyrié (ou Tour de César). Tour cylindrique de 15 m de haut, évasée à sa base, qui servait de tour de guet pour la ville d’Aix-en-Provence. Elle porte plusieurs noms : la tour de Keyrié, la tour de César, mais aussi la tour du Prévôt car, en 1383, le chanoine Isnard, prévôt du chapitre d’Aix-en-Provence, l’aurait fait élever pendant les troubles occasionnés par la succession de la Reine Jeanne. Donnée par la famille Dubern à la commune de Saint-Marc-Jaumegarde et restaurée en 2007.
- Jardin du château de Saint-Marc (XVIIIe), créé par la famille de Meyronnet-Saint-Marc ; monument historique inscrit en 2003[29].
- Oratoire de saint Roch, construit sur un fût de colonne en granit de Troade, des fouilles[30]datant de février 2020 on permis de confirmer que la colonne provient du mausolée de la famille romaine aixoise Julia qui était en place a l’actuel palais de justice d'Aix-en-Provence, surmontée d’une niche dans lequel est placée une statue de saint Roch. Érigé pendant la peste noire de 1720, et ainsi protéger les habitants de la maladie.
- Le jardin des 5-Sens[31] et des Formes Premières  labellisé Jardin Remarquable par le ministère de la Culture

## Galerie

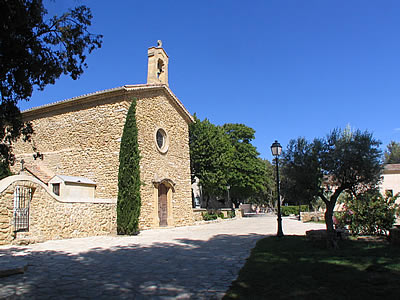
Église.
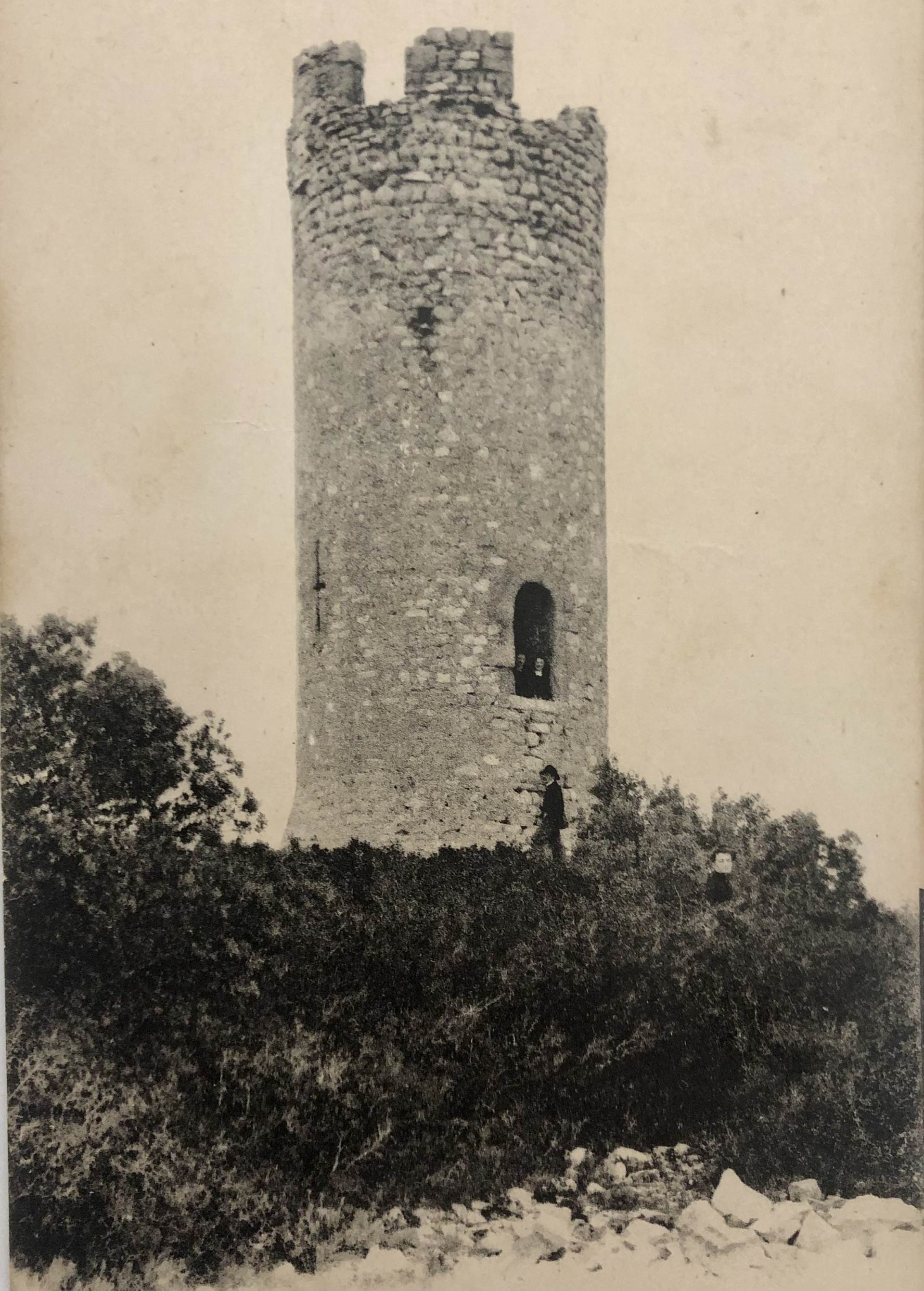
Tour Keyrié.
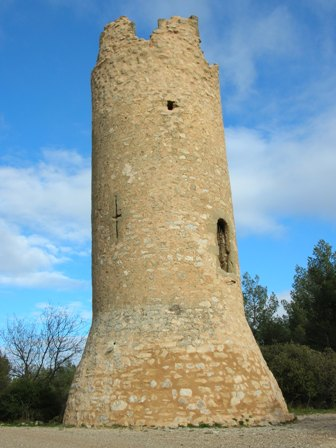
Tour Keyrié.
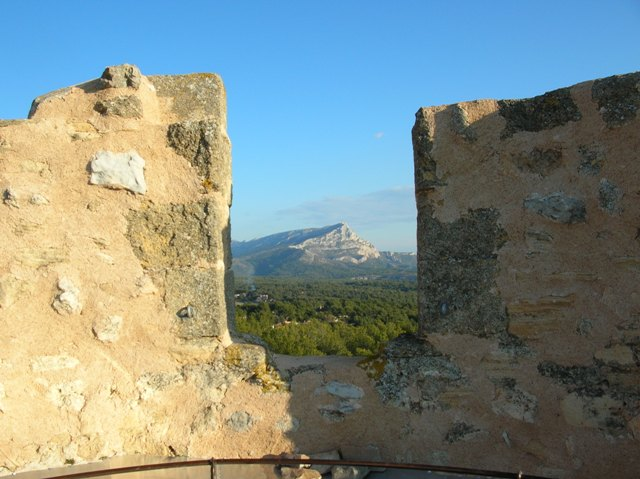
Sainte-Victoire vue de la tour Keyrié.
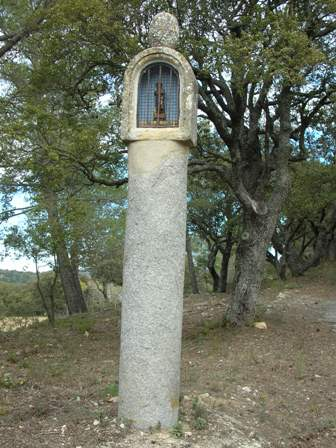
Oratoire.
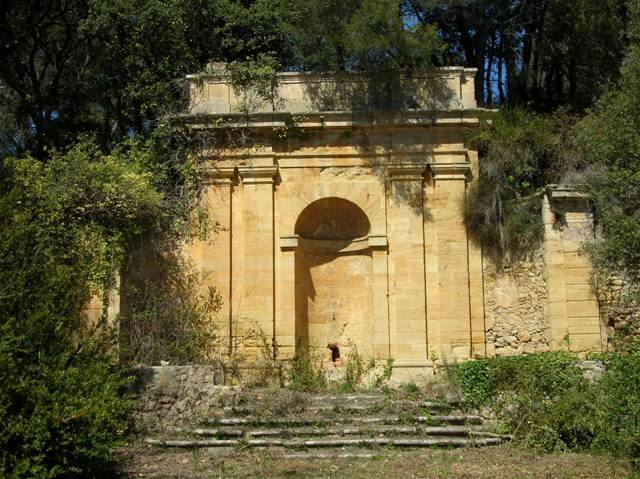
Le jardin du Château.
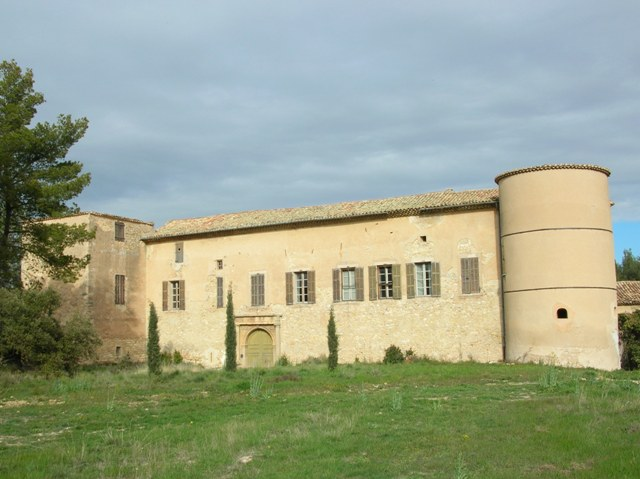
Château.
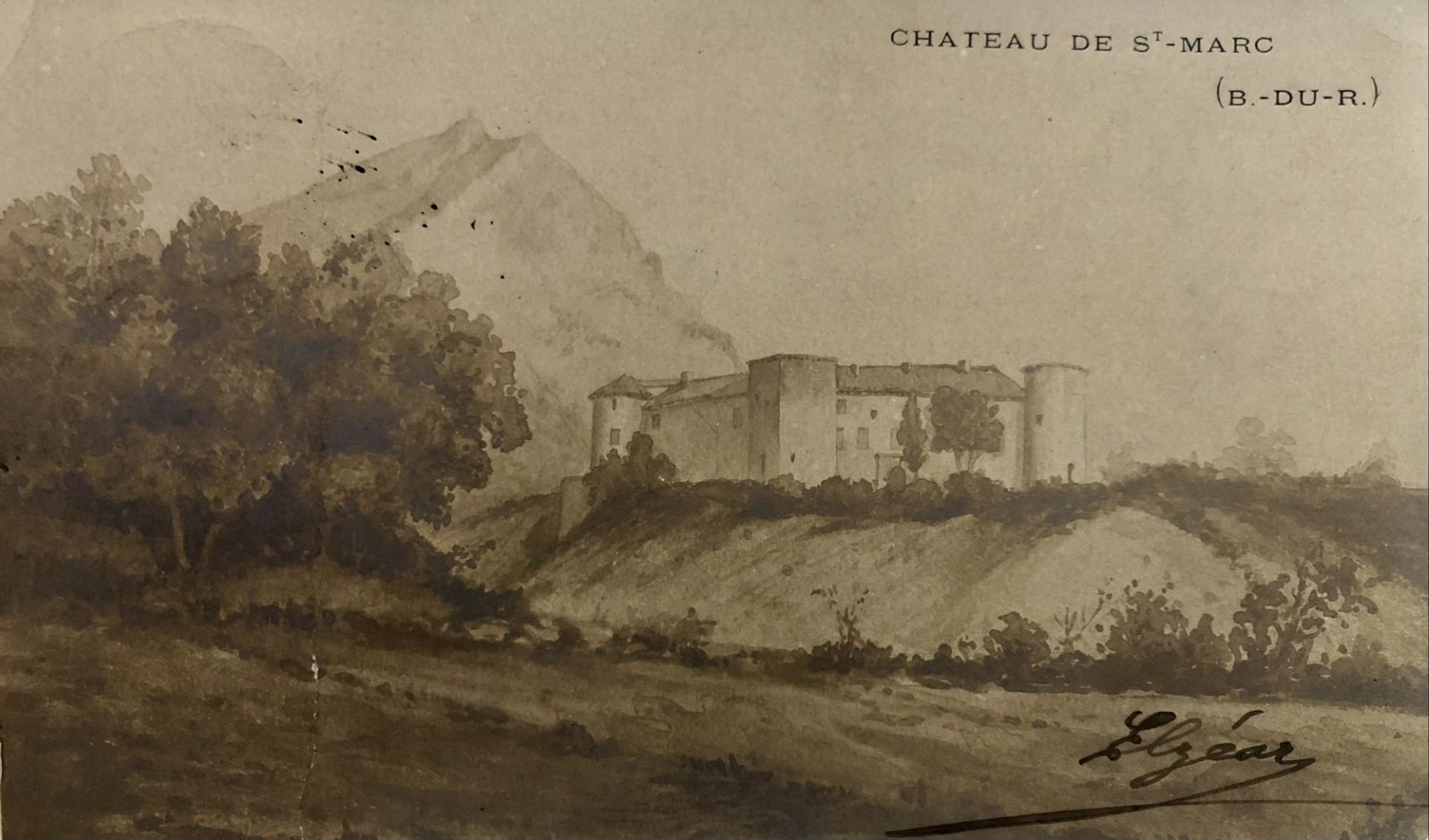
Château de Saint-Marc.
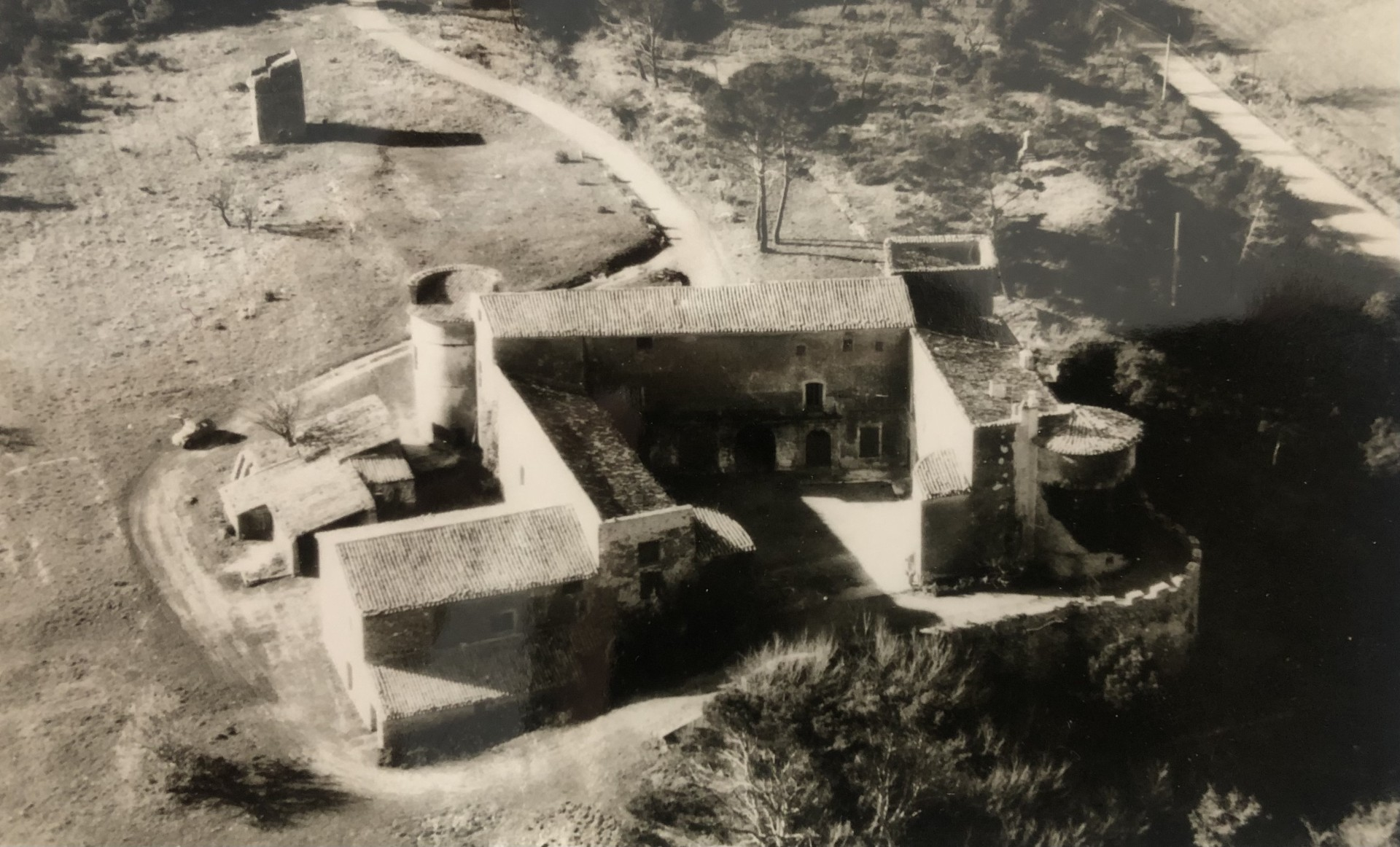
Château, vue aérienne.
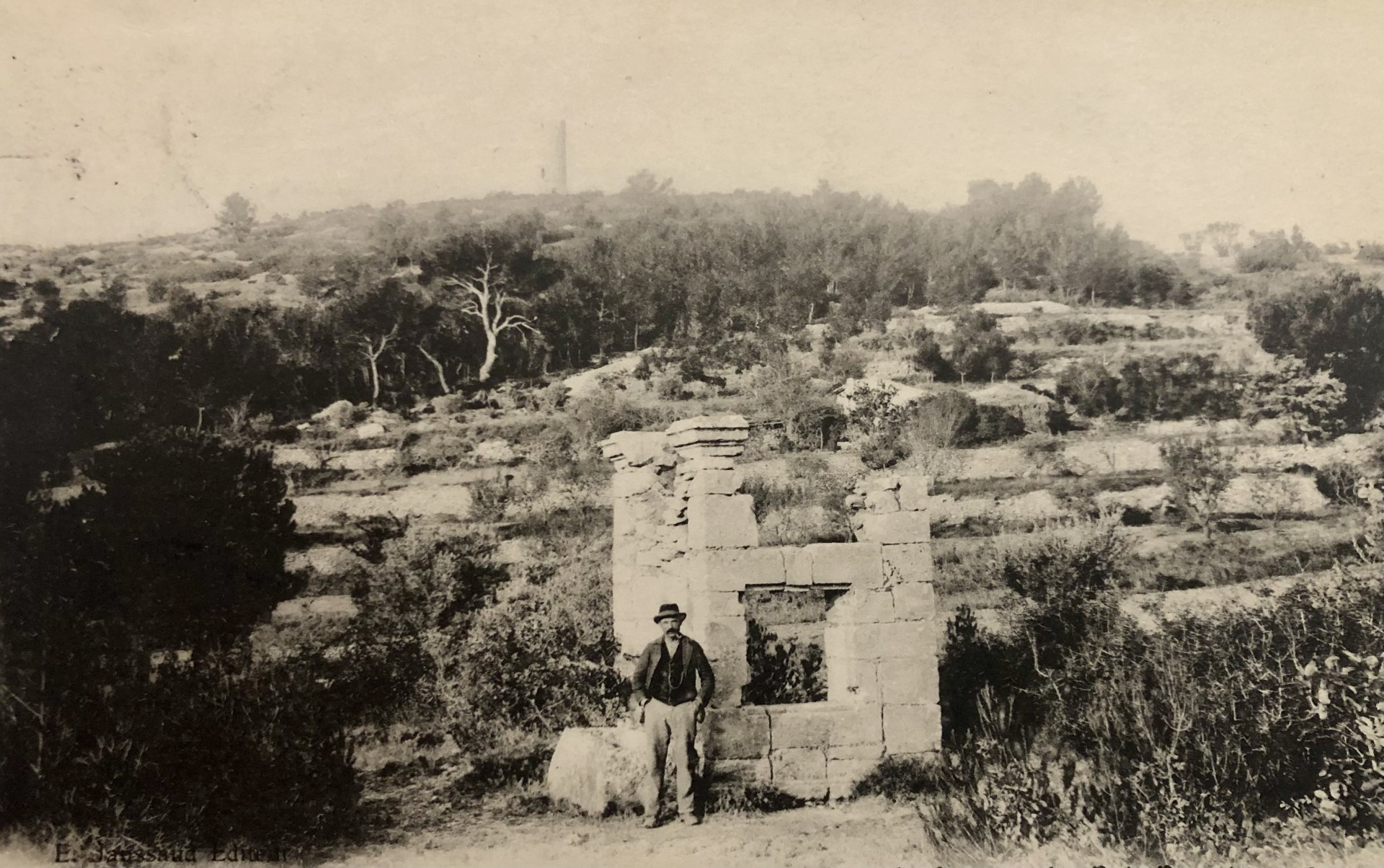
Le puits romain, au fond la tour.
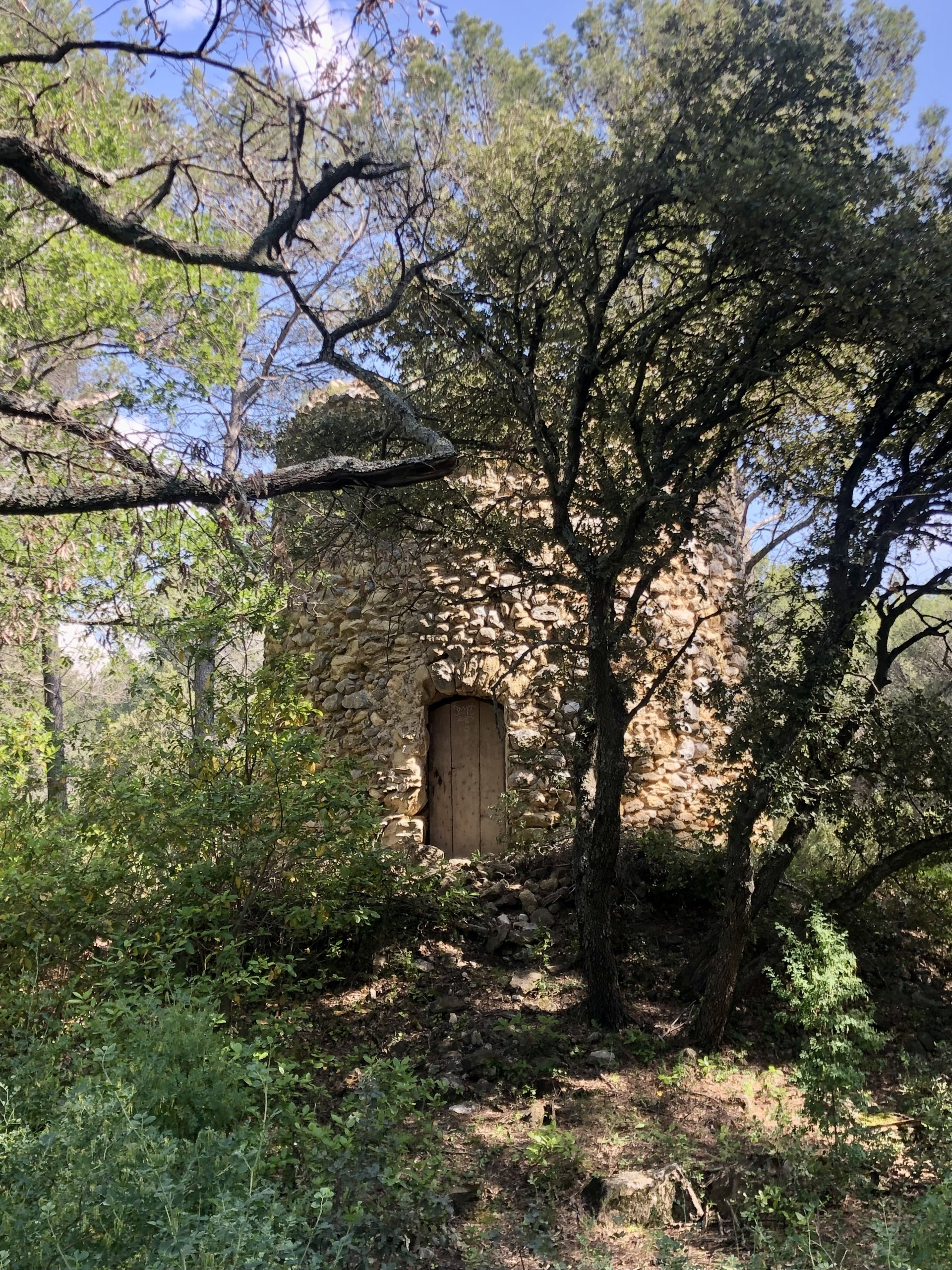
Ruine du Moulin ou réservoir d'eau.